# Heteroxya corticata
Heteroxya corticata är en svampdjursart som beskrevs av Topsent 1898. Heteroxya corticata ingår i släktet Heteroxya och familjen Heteroxyidae. Inga underarter finns listade i Catalogue of Life.